# Alekséievka (Tomsk)
Alekséievka (en rus: Алексеевка) és un poble de l'óblast de Tomsk, a Rússia, que el 2021 tenia 8 habitants.